# Versonnex, Haute-Savoie
Versonnex är en kommun i departementet Haute-Savoie i regionen Auvergne-Rhône-Alpes i sydöstra Frankrike. Kommunen ligger i kantonen Rumilly som tillhör arrondissementet Annecy. År 2022 hade Versonnex 678 invånare.

## Befolkningsutveckling
Antalet invånare i kommunen Versonnex
| Referens: INSEE |